# New York Cosmos
Az New York Cosmos egy amerikai labdarúgócsapat. Székhelye Hempstead, New York városa. A klubot 2010-ben alapították.

## Története
A New York Cosmos csapatát 2010-ben alapították újra, miután az ugyanezen a néven szereplő klub 1985-ben megszűnt. A társaság jelenlegi formájában 2013 óta szerepel az amerikai labdarúgás második vonalában, a NASL-ben. Sohasem szerepeltek a legfelsőbb osztályban, a klub jogelődje még az MLS előtti ligában szerepelt 1968-1984-ig.
A Cosmos tulajdonosi körébe számos neves üzletember tartozik, elnöke Seamus O'Brien. A csapat jelenlegi vezetőedzője a korábbi venezuelai játékos Giovanni Savarese. A klub két korábbi brazil klasszisa, Pelé és Carlos Alberto. Az újkori sikerek közé sorolható a Soccer Bowl 2013-as és 2015-ös, valamint a  North American Supporters' Trophy 2015-ös megnyerése.

## Fordítás
Ez a szócikk részben vagy egészben  a   New York Cosmos című angol Wikipédia-szócikk fordításán alapul.  Az eredeti cikk szerkesztőit annak laptörténete sorolja fel. Ez a jelzés csupán a megfogalmazás eredetét és a szerzői jogokat jelzi, nem szolgál a cikkben szereplő információk forrásmegjelöléseként.